# Distrito de Kitakatsuragi
El distrito de Kitakatsuragi (北葛城郡 Kitakatsuragi-gun?) es un distrito localizado en la prefectura de Nara, Japón. En julio de 2019 tenía una población estimada de 95.869 habitantes y una densidad de población de 2.544 personas por km². Su área total es de 37,68 km².

## Localidades
- Kanmaki
- Kawai
- Kōryō
- Ōji